# Ozga
Ozga – osada w Polsce położona w województwie łódzkim, w powiecie radomszczańskim, w gminie Kamieńsk. W miejscowości znajduje się siedziba Ośrodka Sportu i Rekreacji Góra Kamieńsk administrującego północno-wschodnie zbocze Góry Kamieńskiej z zimowym ośrodkiem narciarskim i letnim parkiem rozrywki. W okolicy znajdują się trzy kilkunastokilometrowe trasy rowerowe. 

## Historia
W latach 1975–1998 miejscowość administracyjnie należała do województwa piotrkowskiego.